# Загаї (археологічна пам'ятка)
Загаї — археологічна пам'ятка, багатошарове поселення.

## Розташування
Розташована березі озера Несвіч, у Горохівському районі Волинської області поблизу села Загаї.

## Загальний опис
Налічує кілька культурних нашарувань: пшеворської культури 1 ст. до н. е. — 1 ст. н. е., зубрицької культури 1—2 ст. н. е., вельбарської культури 3—4 ст., а також Київської Русі 10—13 століть.
Досліджено 3600 м² поселення. Відкрито залишки кількох десятків будівель різних періодів, зібрано унікальну колекцію археологічного матеріалу давніх слов'ян та германців-готів.
Виявлено кілька господарських будівель із виразним, специфічним слов'яно-германським, дещо латенізованим домашнім посудом (пшеворська культура).
Германська община, що належала до східногерманських племен — готів (вельбарська культура) та зайняла поселення слов'ян-венедів, мала відмінну від них соціальну структуру. Сім'ї жили окремими дворами (садибами). Біля житла розташовані господарські споруди, ями-льохи. Усі ці будівлі огороджені плотом. Простежено чотири таких комплекси з відстанню між ними в 20-30 метрів.
Значний інтерес викликає найдавніше слов'янське святилище закритого типу з кам'яним ідолом та вотивними предметами, яке датується 1 ст. н. е. Святилище розташоване у центрі поселення Зубрицької культури. За формою воно нагадує тулуб людини і заглиблене у материк на 0,3 м. Яма заповнена вугіллям. По сторонах жертовника розміщувалися три стовпові ями. Навпроти жертовника, у ніші ями (діаметром 1,2 м) лежало висічене з каменю-пісковику антропоморфне зображення старого чоловіка з густими бровами та довгою бородою. Схематично висічено голову, виділено плечі. Біля жертовника знайдено дві людські нижні щелепи (одна чоловіча, віком до 35 років, а друга жіноча — до 25 років). З іншого боку жертовника знайдено глиняну фігурку жінки з відбитими ногами та головою. На підлозі лежали уламки кераміки та кістки тварин. Імовірно, що це святилище пов'язане з культом предків.